# Кириловка (Люберецки район)
Кириловка (на руски: Кирилловка) е село в Люберецки район, Московска област, Русия. Населението му през 2010 година е 399 души.

## География

### Разположение
Селото е разположено в централната част на Люберецки район. Намира се на 2 километра от Люберци. Надморската му височина е 123 метра.

### Климат
Климатът в Кириловка е умереноконтинентален (Dfb по Кьопен) с горещо и сравнително влажно лято и дълга студена зима.